# Fassschlag
Der Fassschlag dient dem Anheben von Fässern und anderen zylindrischen Behältern. Es handelt sich um einen seemännischen Gebrauchsknoten. Prinzipiell entspricht dieser dem Überhandknoten, in den der Behälter mittig hineingestellt wird. Das freie Ende wird beispielsweise mit einem Palstek nach oben am herabhängenden Seil befestigt. So unter Zug gesetzt, zieht sich der Knoten zu und zentriert den Behälter sicher in der Mitte, ohne dass dieser nach unten herausrutschen kann.

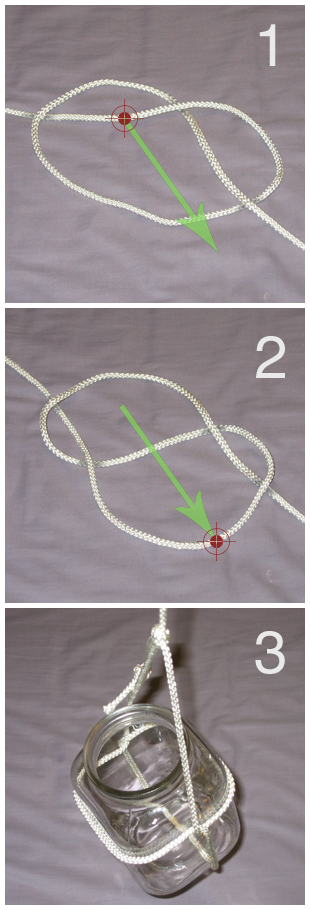
So wird er gelegt

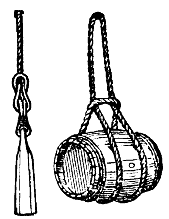
(Rechts) Alternative: Liegendes Fass mit einem Rundstropp anheben

## Alternative Ausführung
Mit dem Stropp wird ein Auge gelegt, auf dessen Kreuzungsstelle das Fass gestellt wird. Die große Bucht wird über das Fass umgeklappt und von unten durch die kleine Bucht gezogen. Danach wird sie über das Fass gezogen. Die über das Fass gezogene Bucht wird beidseitig seitlich unter der vorhandenen Stropp durchgezogen, zusammengelegt und an den Haken gehängt.